# Wilson Pinheiro
Wilson Pinheiro, nome completo Wilson de Souza Pinheiro (1933 – Brasiléia, 21 luglio 1980), è stato un sindacalista, politico e ambientalista brasiliano.

## Biografia
Era un seringueiro e fu a capo del sindacato dei lavoratori rurali di Brasiléia, nell'Acre. Negli anni '70 organizzò, insieme a Chico Mendes ed altri attivisti, gli empates, interventi non violenti nei quali gruppi di persone bloccavano l'accesso ai luoghi che sarebbero stati oggetto di disboscamenti incontrollati.
Il 21 luglio del 1980 fu assassinato a Brasiléia, su mandato di latifondisti locali cui era inviso per la sua attività in difesa dei lavoratori e della foresta.
La figura di Wilson Pinheiro è ricordata nel libro di Andrew Revkin La stagione del fuoco, da cui è stato tratto il film Il fuoco della resistenza - La vera storia di Chico Mendes, nel quale Wilson è interpretato da Edward James Olmos.
| Controllo di autorità | VIAF (EN) 86285683 · LCCN (EN) n2009212680 |